# Impuesto sobre el Tráfico de Empresas
El Impuesto General sobre el Tráfico de las Empresas, conocido por su abreviatura ITE, fue el principal impuesto de carácter indirecto existente en España entre 1964 y 1985 cuando fue sustituido por el Impuesto sobre el Valor Añadido al entrar España en el Mercado Común Europeo. 
El impuesto se creó por la Ley 41/1964, de 11 de junio, de Reforma del Sistema Tributario y posteriormente se reguló por el texto refundido, aprobado por Decreto 3314/1966, de 29 de diciembre. 
Según su ley de creación, supuso, la refundición en un solo tributo de carácter general, en la vertiente de la imposición indirecta, de los distintos conceptos impositivos comprendidos en el ámbito de los impuestos de derechos reales, Timbre y gasto, que afectaban de manera directa a las operaciones típicas en el tráfico de las empresas mercantiles.
El impuesto optó por una tributación en cascada. Las razones argüidas en la ley de creación fueron las mayor extensión de la base con la consiguiente ventaja de una reducción en los tipos, que desde el punto de vista de su aplicación administrativa presentaba tanto para la Hacienda como para el contribuyente notorias ventajas. La fijación de un tipo módico reducía en gran manera el fraude y permitía la efectiva aplicación del impuesto sobre bases muy extensas.
Se añadía también en su creación que su configuración del gravamen se adaptaba al grado de organización administrativa y contable propio de la mayor parte de nuestras empresas, sin crear con ello una presión fiscal indirecta con motivo de su exacción.

## Naturaleza
Se trataba de un tributo de carácter indirecto que gravaba las ventas, obras, servicios y demás contratos u operaciones típicas y habituales del tráfico de todas las empresas y de las explotaciones mercantiles, agrarias, forestales, ganaderas o mixtas, así como las importaciones. Este gravamen tenía carácter general y multifásico en cascada, es decir, considerando todas las operaciones de transformación y comercialización de bienes y prestaciones de servicios con independencia unas de otras, exigiendo el impuesto por cada una de ellas.